# Moitron
Moitron este o comună în departamentul Côte-d'Or, Franța. În 2009 avea o populație de 61 de locuitori.

## Evoluția populației
| An        | 1975 | 1982 | 1990 | 1999 | 2006 | 2009 |
| --------- | ---- | ---- | ---- | ---- | ---- | ---- |
| Populație | 85   | 74   | 58   | 47   | 52   | 61   |